# Lillie Langtry
Lillie Langtry (også kendt som Jersey Lily; født 13. oktober 1853, død 12. februar 1929) var en engelsk skuespiller. Hun var prinsen af Wales' (den senere Edward VII's) elskerinde. Han blev gift med den danske prinsesse Alexandra. Lillie døde i 1929, og efter hendes ønske blev hun begravet på Jersey, hendes elskede fødeø.